# 韶山1型电力机车
韶山1型电力机车（SS1），是中国铁路的第一代（有级调压、交—直流电传动）国产客、货两用干线电力机车。该型电力机车原称6Y1型，原型车为苏联的VL60型电力机车，首台机车于1958年试制成功，但因质量不过关未能批量生产，此后20多年间经历了三次重大技术改进，跳出了仿制的框架，于1968年更名为“韶山1型”，1980年基本定型并投入大批量生产。1958年至1988年间，原株洲电力机车厂累计生产了826台韶山1型机车。
韶山1型机车在1970年代至1980年代一度成为中华人民共和国电气化铁路干线的主型电力机车，并开创了中国铁路以“韶山”（毛泽东故乡）命名的干线电力机车家族的生产历史，其研制经验为以后中国电力机车的研制与发展奠定了坚实的基础。

## 发展历史

### 背景
韶山1型电力机车的研制始于1950年代。中华人民共和国成立以后，随着国民经济逐渐恢复，为了在第二、第三个五年计划内更大规模地开展经济建设，国务院科学规划小组编制了《1956—1967年科学技术发展远景规划》。在1956年，中华人民共和国铁道部也制定了《铁路十二年科技发展规划》，提出“技术政策的中心环节是牵引动力的改造，要迅速地有步骤地由蒸汽机车转到电力机车和内燃机车上去”。但由于当时中国工业基础薄弱，也缺乏制造干线电力机车的经验，在当时的国际环境下要取得电力机车的制造技术，苏联的协助自然成为首选。1957年10月，毛泽东率领代表团赴苏联参加苏联十月革命40周年庆祝活动，并选派了50位科学技术人员随同赴苏访问考察，中国籍此机会向苏联提出了向中国提供电气化铁路及电力机车技术资料的要求，并列入《中苏技术合作协议》条文。随后，经国务院批准，中国组织了一个由第一机械工业部、铁道部以及高校有关专家学者组成的电力机车考察团，分成电力机车总体、机械、电机、控制、电器、工艺、引燃管及高压开关等6个专业组，于1957年12月赴苏联诺沃切尔卡斯克电力机车厂（НЭВЗ）、全苏列宁电工技术研究院（ВЭИ）进行为期四个月的电力机车制造技术考察学习。

### 研制
研制电力机车的首要条件是决定供电制式，在当时相当先进的电压25千伏、频率50赫兹的交流供电制式仅在法国和苏联国内少数铁路试用，中国曾经考虑采用当时最普及3000伏直流供电，但经过详细论证，最终决定采用25千伏工频单相交流制。在苏联工程技术专家的指导下，中国决定以苏联当时最新型、刚投入批量生产的N6O型电力机车为原型，结合中国铁路的技术规范进行仿制。考察团在完成电力机车技术设计任务书和技术设计预定任务之后，于1958年6月全部回国，组成了电力机车设计处，在苏联专家帮助下展开了电力机车的研制。
由于株洲机车车辆工厂和湘潭电机厂有合作制造工矿用小型电力机车的经验，铁道部决定以这两家工厂承担电力机车的试制任务，中国铁道科学研究院、上海交通大学、北京铁道学院、唐山铁道学院等单位参加联合设计。1958年7月15日至20日，由国家技术委员会等组成的技术审查委员会在湘潭电机厂审核了国产电力机车的设计任务书和技术设计方案，设计过程中方对H60型机车进行大量修改以满足中国铁路的实际需要，其中重大修改达78处。
试制工作于同年8月开始，株洲机车车辆工厂负责机车车体、转向架等机械部分，而湘潭电机厂负责牵引电动机、整流装置等电气部分。1958年11月18日，由株洲机车车辆工厂负责试制的电力机车车体、转向架等机械部分组装完成，随后被送往湘潭电机厂进行总体组装。
1958年12月28日，中国第一台干线电力机车在湘潭电机厂出厂，定型为6Y1型，编号0001，命名为韶山号。“6Y1”型号中的“6”代表机车有六根车轴，“Y”代表采用引燃管整流，“1”代表第一种型号。6Y1型机车设计为客、货两用干线电力机车，采用低压侧调压开关调压，功率为3900千瓦，最大速度为100公里/小时。机车出厂后随即赴北京，在新建的环形铁道试验基地进行试验，但引燃管整流器不能正常工作返厂整修。
在1959年10月的国庆节期间，6Y1型“韶山号”电力机车与大连机车车辆工厂的巨龙型、戚墅堰机车车辆工厂的先行型、青岛四方机车车辆厂的卫星型柴油机车一同前往北京展出，并于同年12月参加第二次全国工业交通展览会。1959年11月12日，时任全国人大常委会副委员长、中国科学院院长郭沫若亲自题诗祝贺。
|                          | 电掣风驰今在眼，巨龙追逐卫星奔。韶山初见星星火，此日已经燎大原。 |
| ——郭沫若，1959年11月12日 |                                                                  |

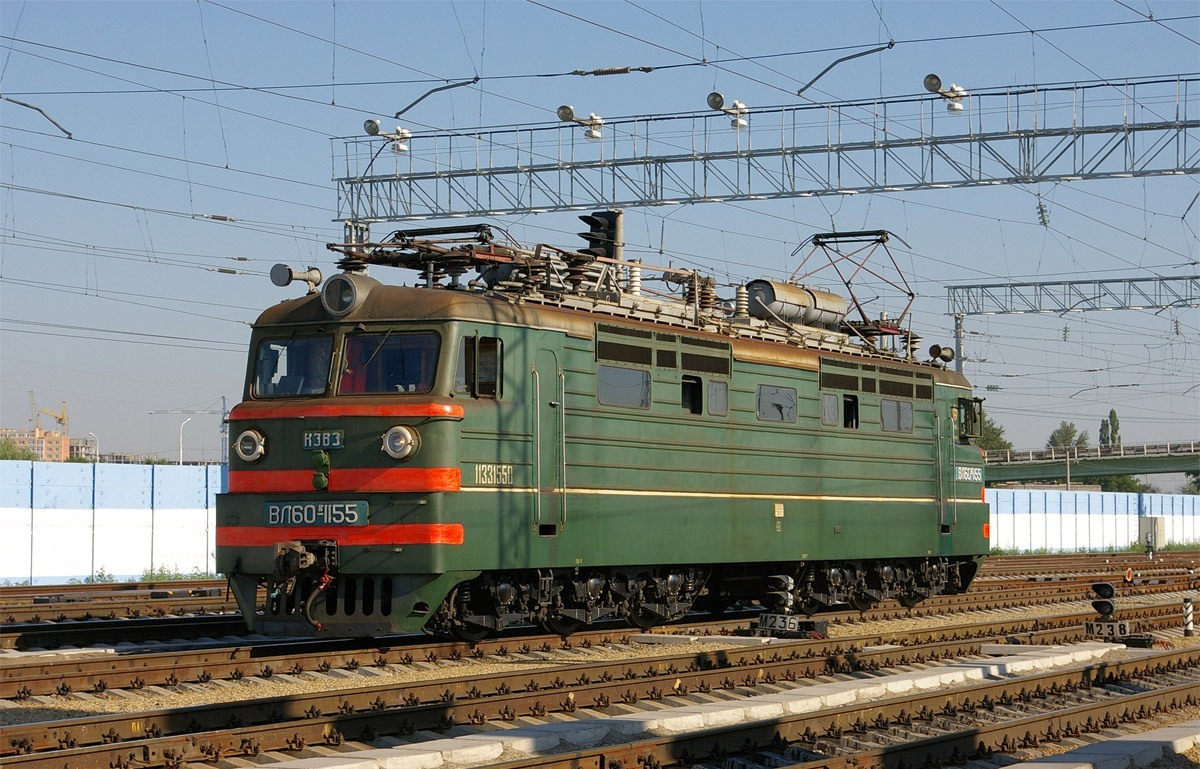
6Y1型的原型车——苏联H60（VL60）型电力机车
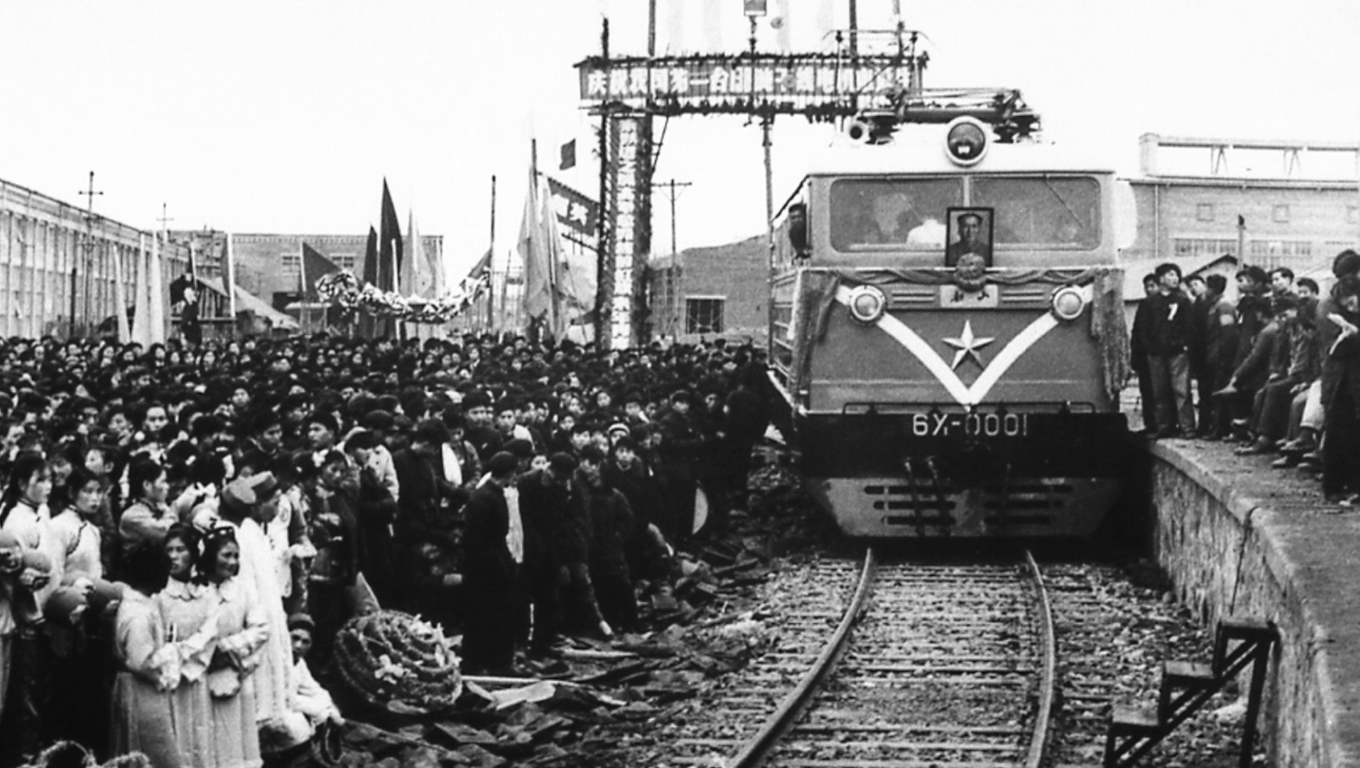
1958年12月28日，首台6Y1型电力机车于湘潭电机厂出厂
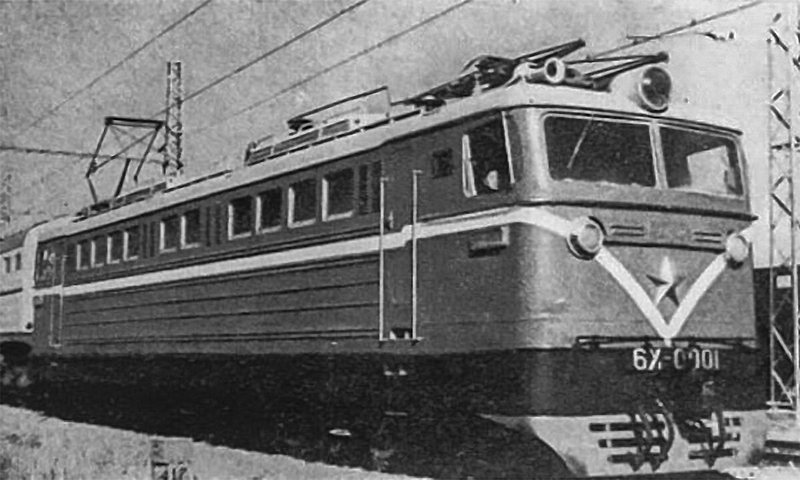
进行试验中的6Y1型0001号机车

1960年3月，第二台6Y1型电力机车（6Y1-0002）在田心机车车辆工厂落成。1960年5月，中国第一条电气化铁路干线——宝成铁路宝鸡至凤州段建成通电，6Y1型电力机车于1961年5月起赴宝成铁路实地试运行，但由于制造工艺较差，造成机车存在引燃管逆弧、调压开关烧损“放炮”和牵引电机环火三大质量关键问题，且制动性能不良又缺乏电阻制动，列车下坡时危险性较大，6Y1型机车未能批量生产。为了应付电力机车短缺的情况，铁道部决定从法国进口一批由阿尔斯通公司生产的6Y2型电力机车作为过渡。6Y2型机车同样采用引燃管整流，但使用更先进的高压侧调压且带有再生制动，于1961年8月15日正式投入宝成铁路运行。

### 改进
面对机车的先天性质量问题，铁道部和一机部在1961年两度在株洲召开会议，针对6Y1型1、2号机车存在的可靠性问题，决定由田心机车车辆工厂、株洲电力机车研究所、湘潭电机厂组成6Y1型电力机车质量改进联合工作组和技术服务组，进行技术攻关。
随着中国半导体技术的发展，且国产引燃管质量不稳定、寿命短，在株洲所、田心机厂、北京变压器厂共同努力下，于1966年6月生产的6Y1型0004号机车开始采用大功率硅半导体整流器取代引燃管作为整流装置，成为中国第一台采用硅整流器的电力机车，每台机车共享960只硅组件，使用效果良好。
1967年，通过借鉴6Y2型机车的技术，田心机厂试制了6Y1型0007号机车。针对牵引电动机故障率高，主要是环火和电枢匝间短路的问题，经研究发现苏联的NB410（НБ410）型牵引电机设计中存在的根本性缺陷，电压高、极数多、换向片多而薄，因此株洲所、田心机厂共同研制了1500伏四极带补偿绕组的ZQ650-1型牵引电动机。初期6Y1型机车仿照苏联H60型机车，采用28组件的调压开关与铁芯过渡电抗器，容易造成调压开关触头烧损、牵引电机飞弧等故障；为此又研制了新的20组件带灭弧罩的调压开关，并设计试制了空心电抗器，减小了过渡电流的冲击。通过这些改进，0007号机车成功解决了引燃管、调压开关和牵引电机三大问题，并采用了碳滑板单臂受电弓取代原来的双臂受电弓、加装了电阻制动，解决了初期的许多故障问题。
1968年，田心机厂、株机所总结了之前的经验和成果，试制了6Y1型0008号机车，为6Y1型电力机车的第一次重大技术改造，综合改进整流装置，牵引电动机功率提高到700千瓦，机车小时功率提高到4200千瓦，持续功率3780千瓦，电阻制动功率也提高到2800千瓦，最大速度90公里/小时。第八台6Y1型机车试制成功后，田心机厂报请铁道部请求对该型电力机车投入批量生产，而当时正值文革时期，铁道部已实行军事管制。1968年4月27日，经铁道部军管会决定，批准自008号机车开始，6Y1型电力机车正式定名为韶山1型，并于1969年开始小批量生产。在1975月7月1日，参与宝成铁路全线电气化通车典礼的机车即为008号机车。
在生产过程中，田心机厂、株机所又根据机务段的实际运用经验，对韶山1型机车进行了许多改进。1971年，从韶山1型061号机车开始进行第二次重大技术改进，主要改进包括加大了主变压器容量，用过渡硅机组取代过渡电抗器，电阻制动也改为硅机组励磁，运行级位从9级增加到33级等。1976年，从韶山1型131号机车开始进行第三次重大技术改进，将主电路中抽式电路改为单拍式双开口桥式整流调压电路，取消了过渡硅机组而与主整流机组合并等。

### 生产及运用

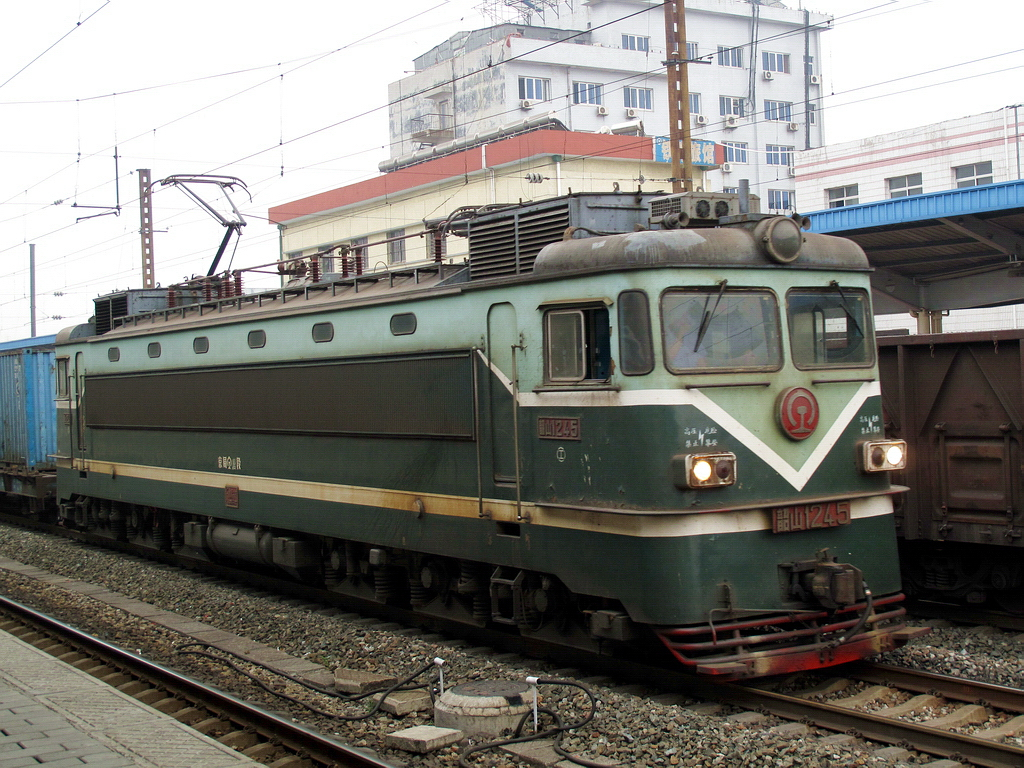
后期改进的韶山1型245号机车，采用车身侧墙垂直百叶窗通风，该车装用新型空气制动机

经过三次重大技术改进，韶山1型电力机车趋于成熟、稳定。1980年，经铁道部审定，从韶山1型221号车起基本定型并开始大批量生产，至此，已经距首台6Y1型机车出厂超过20年的时间。截至1982年底，株洲电力机车厂已经生产了299台韶山1型电力机车，分别配属4个铁路局（西安铁路局、成都铁路局、武汉铁路局、北京铁路局），1个铁路公司（广州铁路集团）下辖6个机务段（宝鸡机务段、安康机务段、勉西机务段、马角坝机务段、六里坪机务段、石家庄机务段、株洲机务段），运用于宝成铁路、阳安铁路、襄渝铁路襄阳至安康段、陇海铁路宝鸡至天水段、石太铁路等。
韶山1型电力机车于1988年停产，共制造826台（包括7台6Y1型）。不同年代生产的机车的车号铭牌也有区别，其中6Y1型共7台，车号为“6Y1-0001”～“6Y1-0007”；第8台至第649台韶山1型机车，车号为“韶山1008”～“韶山1649”；第650台至第826台韶山1型机车，车号为“SS1-0650”～“SS1-0826”。

### 退出运营
至2000年代，早期生产的韶山1型机车的使用寿命已经接近或超过30年，开始进入报废阶段，许多机车已经相继被封存或按废铁出售拆解。
2014年9月19日晚21时59分，韶山1型309号电力机车完成牵引镇城底-太原的6806次客车牵引任务返回太原机务段后，中国国铁所持有的韶山1型电力机车彻底退出运行。

## 技术特点

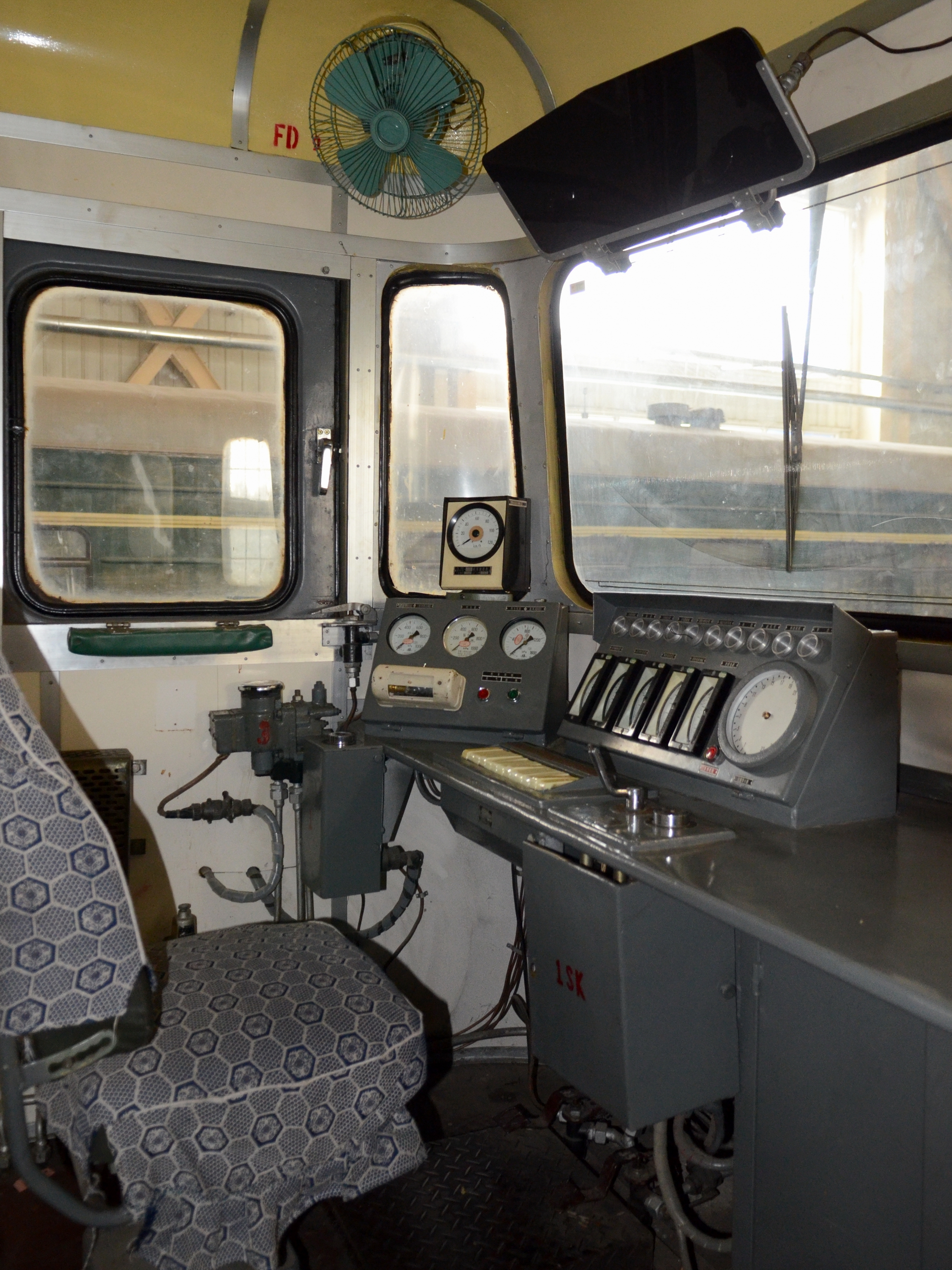
韶山1型电力机车司机室正控制台，由左至右分别为空气制动机大闸和小闸（手柄已拆除）、风缸压力表、琴键式主按键开关、牵引控制器、主司机台

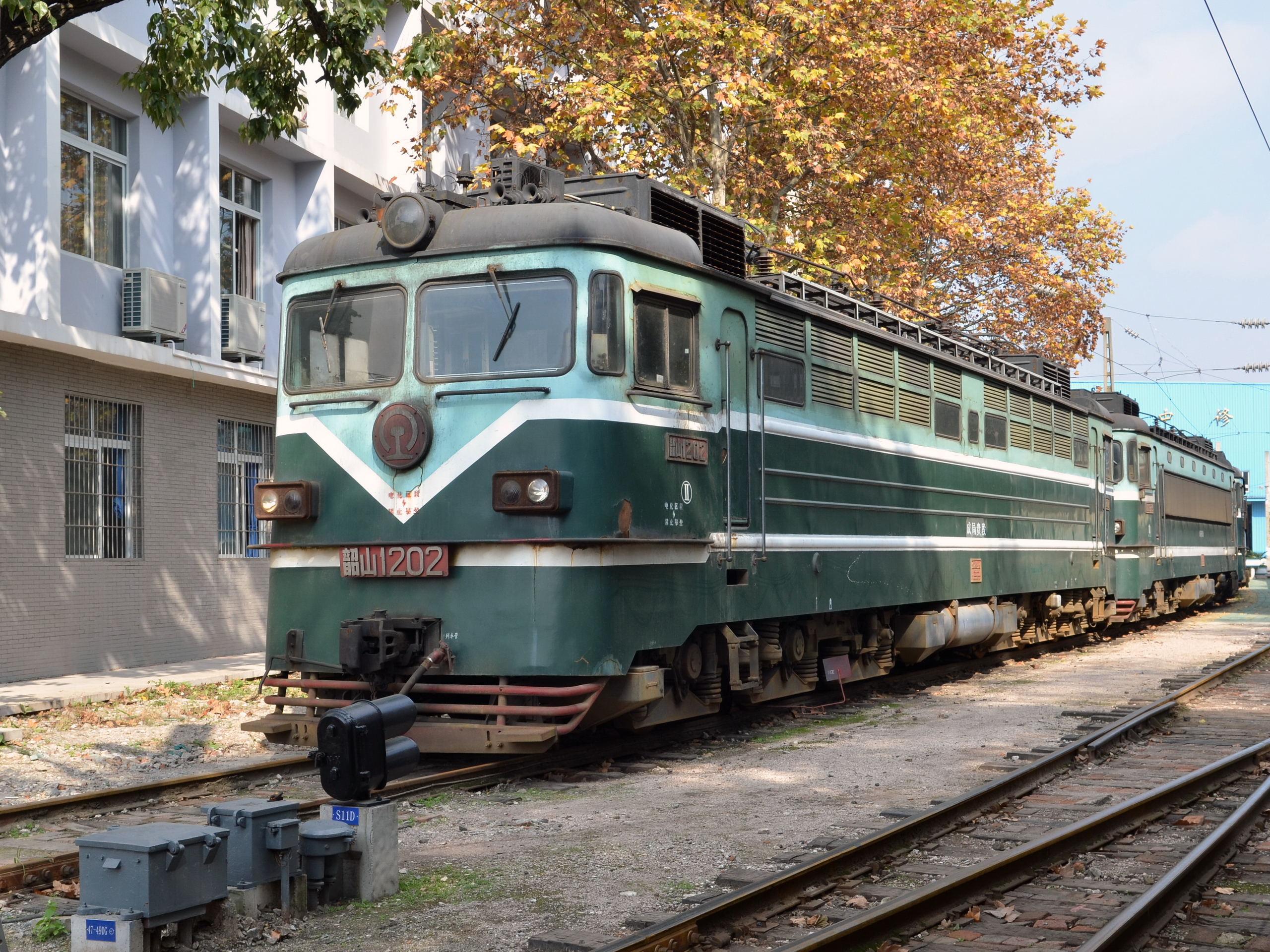
采用格栅式通风百叶窗的早期型韶山1型机车

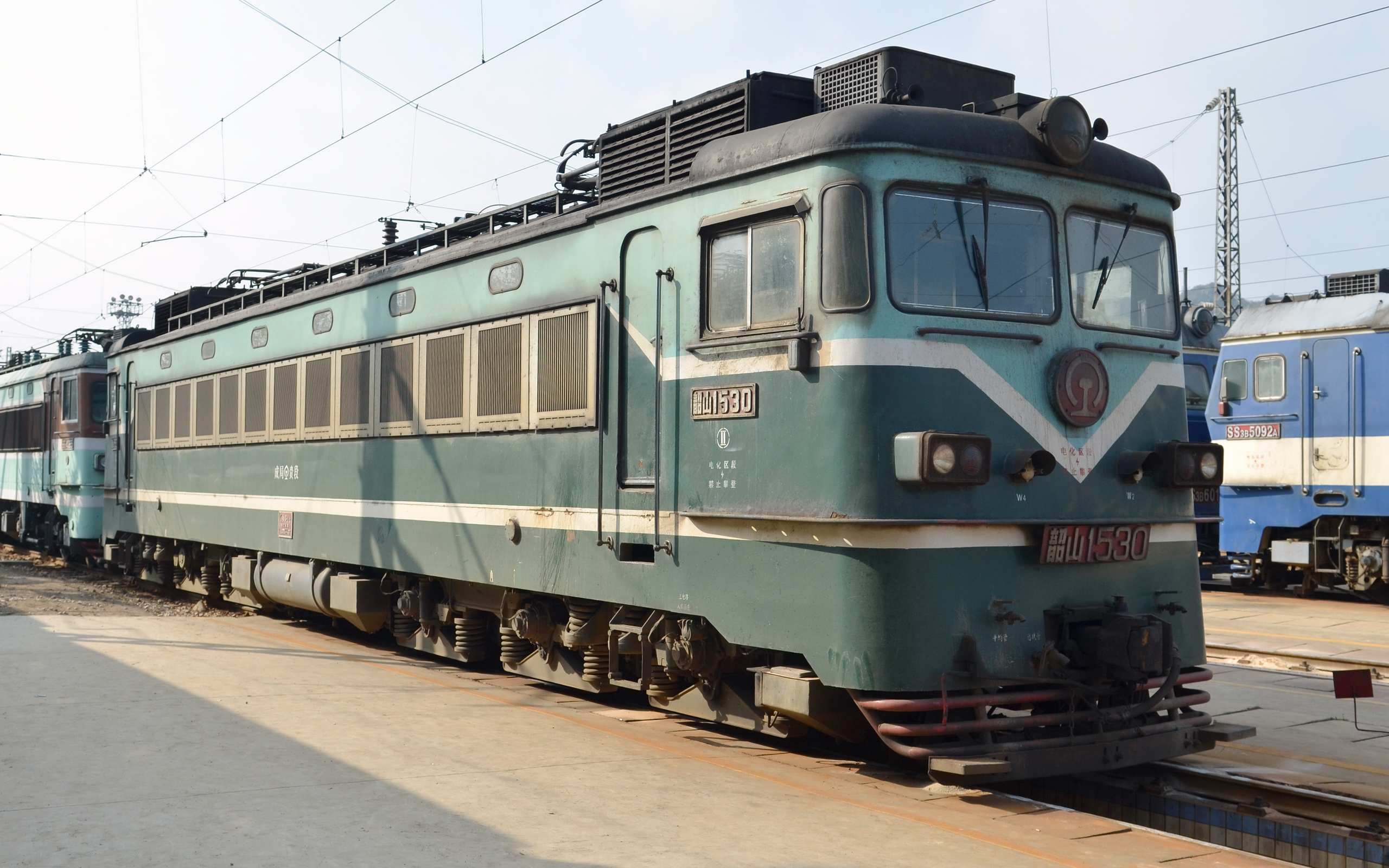
韶山1型530号电力机车改装少见的车身侧墙通风窗样式

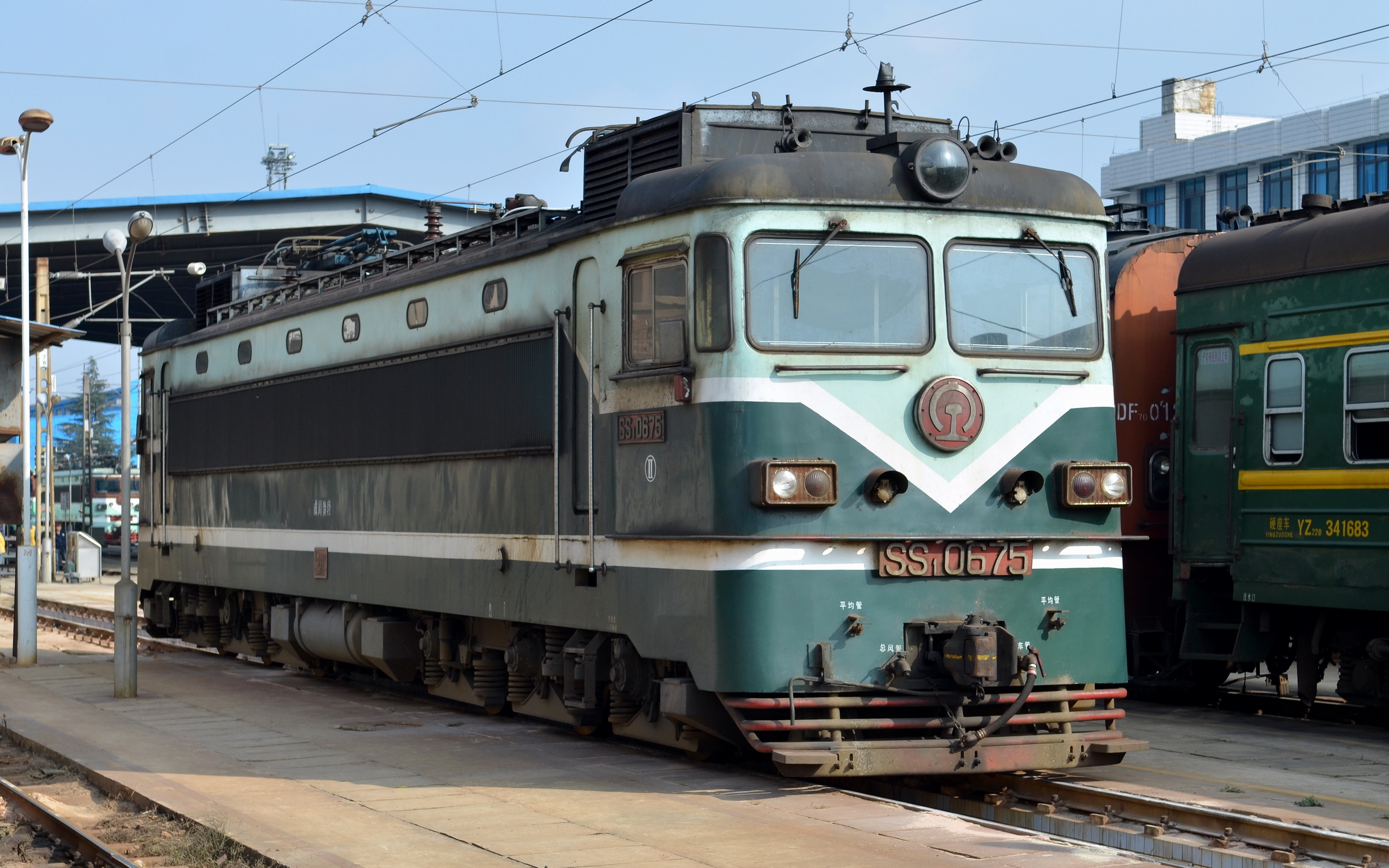
后期生产的机车的车号铭牌以及编号方式有所区别

### 总体结构
韶山1型电力机车是六轴干线客货运通用电力机车，采用双边内走廊，设两端司机室。主要电器设备以机车最重设备主变压器为中央，分平面斜对称布置为主，有利于重量平衡。车顶两端相对车底转向架处各有一台受电弓；中部有一台空气断路器；车顶两端还装有制动电阻柜。车体为全金属箱式承载结构，由型钢与钢板焊接而成。机车的两端各有一个司机室，机车中部是变压器室，向两端分别布置为I、II端高压室和I、II端辅助室。通风系统采用车体通风方式，侧墙百叶窗是车内设备通风冷却的进风窗口，早期的机车采用进风百叶窗窗口，后期采用大面积竖式结构进风百叶窗，过滤除尘效果较好，外形美观大方。

### 转向架
机车走行部为两台完全相同的三轴转向架，采用“目”字形箱型焊接结构的构架，构架由两根纵向侧梁、枕梁和管型端梁组焊而成。车轮直径为1250毫米（新轮），采用锻钢车轴和有孔辐板轮对。转向架设有二系悬挂装置，一系悬挂装置由均衡梁和钢弹簧组成，二系悬挂装置由中央支承和摇摆旁承组成，每台转向架有二个摩擦旁承和二个摇摆旁承，分别各承担一半的车体重量，牵引力和制动力通过中央支承传递。制动装置采用由制动横梁和制动拉杆的组合式基础制动装置，车轮的两侧都设有闸瓦。牵引电动机在转向架上采用抱轴式悬挂、双侧刚性斜齿轮传动。

### 传动系统
机车采用交—直流电传动，接触网上的25千伏单相交流电通过受电弓、主断路器和电流互感器引入机车，电能经主变压器降压，通过整流器整流直流电后，再经平波电抗器滤波，供给两台转向架上六台并联连接的直流牵引电动机，从而使牵引电动机产生转矩并驱动轮对。早期的6Y1型机车采用引燃管整流，后来基本定型的韶山1型机车均改用了大功率半导体硅整流管代替引燃管，提高了设备可靠性，也延长了机车检修周期。
韶山1型电力机车装用一台TGQ1-6300/25型主变压器，额定输入电压为25千伏，额定容量为6300千伏安。牵引变压器有四个绕组，包括高压输入绕组、两个牵引绕组和辅助绕组，变压器采用强迫油循环风冷式冷却。整流装置方面，早期的6Y1型电力机车采用引燃管整流器，每台机车上装有12个引燃管，以石墨和水银分别作为阳极和阴极，并用引燃极在每个周波的正半波点燃电弧，因而称为引燃管。而后来的韶山1型电力机车采用了硅整流器，整流方式为中抽式全波二极管整流，定型后改为双电源单拍式全波二极管整流，整流装置型号为TGZ6-3000/1500型整流器和派生系列TGZ6A-3000/1500型整流器，额定输出直流电压为1500伏，额定输出直流电流为3000安倍，采用ZP500-20型或ZP500-24型的二极管整流组件，全车共享108只整流组件，整流装置采用强迫风冷。
韶山1型电力机车采用变压器低压侧调压开关进行调速控制，通过改变牵引变压器次边低压绕组抽头的接法来调节牵引电动机的端电压，从而实现机车的速度调节。和高压侧调压方法相比，低压侧调压无需在牵引变压器设置调压绕组，因此大大减轻了其重量。主变压器设有22个抽头，其中级位转换触头18个、绕组转换触头4个。早期第8～60台、第61～130台机车分别采用过渡电抗器、过渡硅机组进行级位转换，机车设有33级调压级，其中9级为经济运行位。而以后生产的机车采用硅转换调压的桥接中抽线路，取消了过渡机组，通过改变主变压器低压绕组抽头的不同接法来调节电压，实现33个全经济运行级，并简化了机车结构。除此之外，还可以对牵引电动机实施三级磁场削弱，作为恒功区的辅助调速手段，磁场削弱率分别为70%、54%和45%。
韶山1型电力机车采用ZQ650-1型牵引电动机，该型电动机是四极串励带补偿绕组的直流电动机，额定电压为1600伏，小时功率为700千瓦，持续功率为630千瓦，最高转速为每分钟1835转。

### 技术改进重点
| 车号     | 8～60                                       | 61～130                                     | 131～220                                                 | 221～826                                                 |
| 生产年代 | 1968年～1971年                              | 1971年～1975年                              | 1976年～1980年                                           | 1980年～1988年                                           |
| 调压电路 | 低压侧调压开关 过渡电抗器级位转换           | 低压侧调压开关 过渡硅机组级位转换           | 低压侧调压开关 整流硅机组部分组件级位转换                | 低压侧调压开关 整流硅机组部分组件级位转换                |
| 调压电路 | 33级调压 9级经济运行位                      | 33级调压 33级全经济运行位                   | 33级调压 33级全经济运行位                                | 33级调压 33级全经济运行位                                |
| 整流电路 | 中抽式全波二极管整流 螺旋式硅组件           | 中抽式全波二极管整流 平板式硅组件           | 双电源单拍式全波二极管整流 （桥式整流电路） 平板式硅组件 | 双电源单拍式全波二极管整流 （桥式整流电路） 平板式硅组件 |
| 电阻制动 | 励磁发电机励磁 功率2800千瓦                 | 主整流柜励磁 功率3130千瓦                   | 可控硅相控励磁 功率3200千瓦                              | 可控硅相控励磁 功率3200千瓦                              |
| 悬挂系统 | 一系悬挂为扁簧 二系悬挂为摩擦旁承加摆式旁承 | 一系悬挂为扁簧 二系悬挂为摩擦旁承加摆式旁承 | 一系悬挂为圆簧加液压减震器 二系悬挂为摩擦旁承加摆式旁承  | 一系悬挂为圆簧加液压减震器 二系悬挂为摩擦旁承加摆式旁承  |
| 通风系统 | 侧墙进风百叶窗                              | 侧墙进风百叶窗                              | 侧墙进风百叶窗                                           | 侧墙垂直百叶窗                                           |

## 重大事故
- 1973年1月9日凌晨0时42分，从上海开往成都的83次特快旅客列车运行在宝成铁路时，因列车晚点计划在观音山站正线临时停车会让从秦岭开往宝鸡的804次货物列车。但由于83次列车的机车乘务员疲劳驾驶，误以为列车正常运行通过观音山站，臆测行车并未确认信号，连续闯过显示红色的信号机出站，在观音山站与正在进站的804次货物列车正面冲突。事故造成22人死亡，44人重伤；韶山1型、6Y2型电力机车共报废3台，中断正线行车32小时48分。
- 1981年10月5日凌晨3时32分，因暴雨造成堑坡坍方，1914次货物列车运行至襄渝铁路曹家坝至青花站间K485+136M处颠覆，机车翻入后河，造成韶山1型机车报废1台，货车小破1辆，中断正线行车14小时28分。
- 1987年6月10日，郑州铁路局洛阳机务段的韶山1型机车，双机牵引1726次货物列车经由陇海铁路运行至新安县至铁门间，由于区间自动闭塞系统故障，司机没有认真确认信号，将灭灯的分区信号误认为绿色灯光，盲目继续运行并连续闯过两台灭灯的信号机，导致与前方停在新安县站区间内的1724次货物列车追尾相撞。事故造成机车小破1台，货车大破1辆。
- 1988年4月14日清晨4点14分，北京铁路局丰润机务段的韶山1型505号机车，担当4982次单机运行在京秦铁路时司机在行车途中睡觉，机车冒进信号，于丰润站（今唐山北站）与韶山1型591号机车牵引正在开出的77次货物列车正面冲突，造成两台韶山1型机车中破。
- 1992年7月1日清晨5时29分，郑州铁路局襄樊铁路分局六里坪机务段的韶山1型058号机车牵引1605次货物列车，经襄渝铁路运行至十堰市境内的花果站时，因扒乘货车的三名农民将列车机后第8位车辆其中一端折角塞门关闭，导致列车制动失灵，与停留在花果站3道、由两台韶山3型电力机车双机牵引的1608次货物列车正面相撞，并引发大火，造成机车乘务员死亡4人、重伤1人，机车报废三台、大破一台，22辆货车报废，直接经济损失900多万元人民币，中断襄渝铁路行车4小时26分。
- 1993年1月16日下午2时07分，郑州铁路局安康铁路分局安康机务段的韶山1型320号、副挂机车韶山1型336号，牵引2605次货物列车，运行至襄渝铁路大竹园至大米溪间K353+625处（胶蜡坡隧道内），因紫阳工务段违章施工，在没有办理封锁区间手续的情况下在该处更换重伤钢轨，造成列车经过该处时机车及机后1至13位车辆脱轨颠覆，机车小破2台，货车报废6辆、大破小破各3辆、中破1辆，中断行车96小时38分，构成行车重大事故。
- 1997年9月25日早上6时47分，成都铁路局贵阳铁路分局贵阳机务段的韶山1型518、543号机车，重联牵引1902次货物列车，运行至湘黔铁路青溪站3道停车等待交会1911次货物列车时，由于重联机车与机后1位车辆的折角塞门被关闭导致列车制动失效，列车进入青溪站安全线冲出土挡，两台机车与机后1～14位车辆颠覆，机后15位车辆脱轨，其中机后12位车辆装载的黄磷起火。造成机车大破、小破各1台，车辆报废14辆、中破1辆，中断行车11小时28分，构成行车重大事故。
- 2004年6月14日上午11时25分，郑州铁路局西安铁路分局宝鸡机务段的韶山1型571号机车，牵引19095次货物列车，运行至陇海铁路杨陵镇站（K1158+845.5）时，因扒乘货车的闲杂人员恶意破坏，关闭折角塞门并提开机后1、2位车辆之间的车钩，导致列车在运行途中分离，司机发现列车分离后紧急制动停车，后部列车与前部列车追尾相撞，导致机后第一至九位车辆脱轨，机车小破1台，车辆报废9辆，扒乘货车者身亡[11]。但由于韶山1型571号机车修复费用大，故宝鸡机务段决定将其报废，而同时由于铁道部要求报废早期的韶山1型机车，宝鸡机务段又将571号机车的车号套用到208号机车，令原208号机车避免提早报废。
- 2007年7月9日下午5时许，太原铁路局太原北机务段的韶山1型687号机车，牵引CT47940次货物列车（编组54辆，总重4690吨），经由太岚铁路运行，准备在古东站停车时，机车乘务员发现制动失灵，列车越过古东站冒进区间，于下午5时33分列车冒进扫石站上行进站信号机，5时35分列车进入安全线冲上土挡，机车和机后第一至第十位车辆颠覆坠入山沟、第11位车辆脱轨。事故造成两名机车乘务员在扫石站跳车时受伤，机车报废，车辆报废10辆。事故原因是古交列检所作业人员更换机后1位车辆缓解阀后，进行试风作业时关闭了2位车辆前端折角塞门，试风完毕后忘记将该折角塞门开启，且机车乘务员也没有及时发现[12]。其事故性质与2005年9月的太焦铁路65001次列车脱轨事故类似。

## 机车命名
| 机车编号  | 名称       | 配属                       | 备注   |
| --------- | ---------- | -------------------------- | ------ |
| 韶山1-107 | 共青团号   | 成都铁路局重庆机务段       | 已摘牌 |
| 韶山1-171 | 青年文明号 | 北京铁路局丰台机务段       | 已摘牌 |
| 韶山1-203 | 青年号     | 北京铁路局丰台机务段       | 已摘牌 |
| 韶山1-235 | 共青团号   | 成都铁路局重庆机务段       | 已摘牌 |
| 韶山1-426 | 先锋号     | 北京铁路局丰台机务段       | 已摘牌 |
| 韶山1-477 | 共青团号   | 成都铁路局重庆机务段       | 已摘牌 |
| 韶山1-545 | 先锋号     | 北京铁路局石家庄电力机务段 | 已摘牌 |
| 韶山1-548 | 共青团号   | 北京铁路局石家庄电力机务段 | 已摘牌 |
| 韶山1-630 | 民兵号     | 西安铁路局安康机务段       | 已摘牌 |
| 韶山1-680 | 民兵号     | 太原铁路局太原机务段       | 已摘牌 |

## 车辆保存

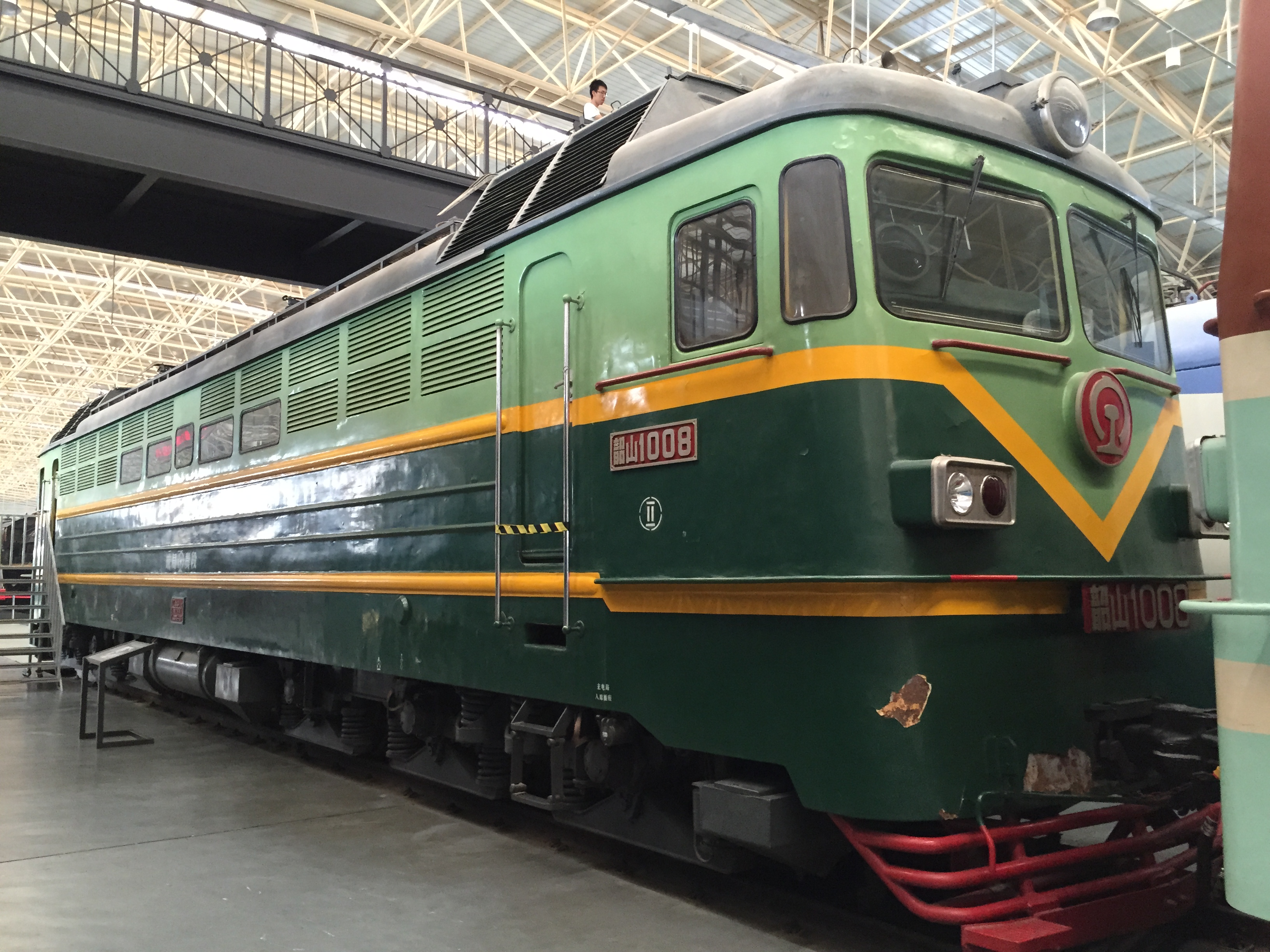
韶山1型008号是首台量产的韶山1型电力机车，目前保存于中国铁道博物馆

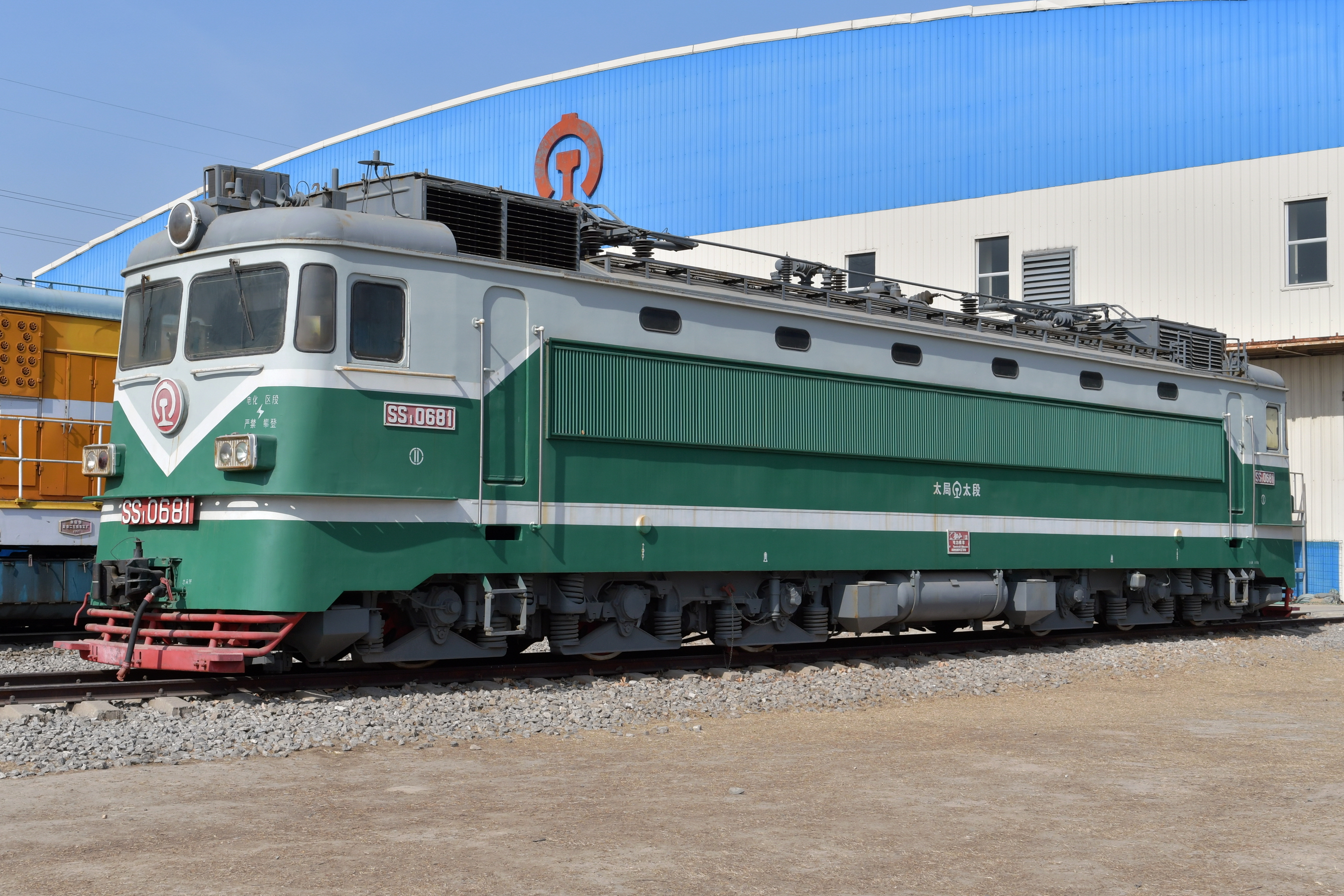
保存于中国铁道博物馆的韶山1型681号机车

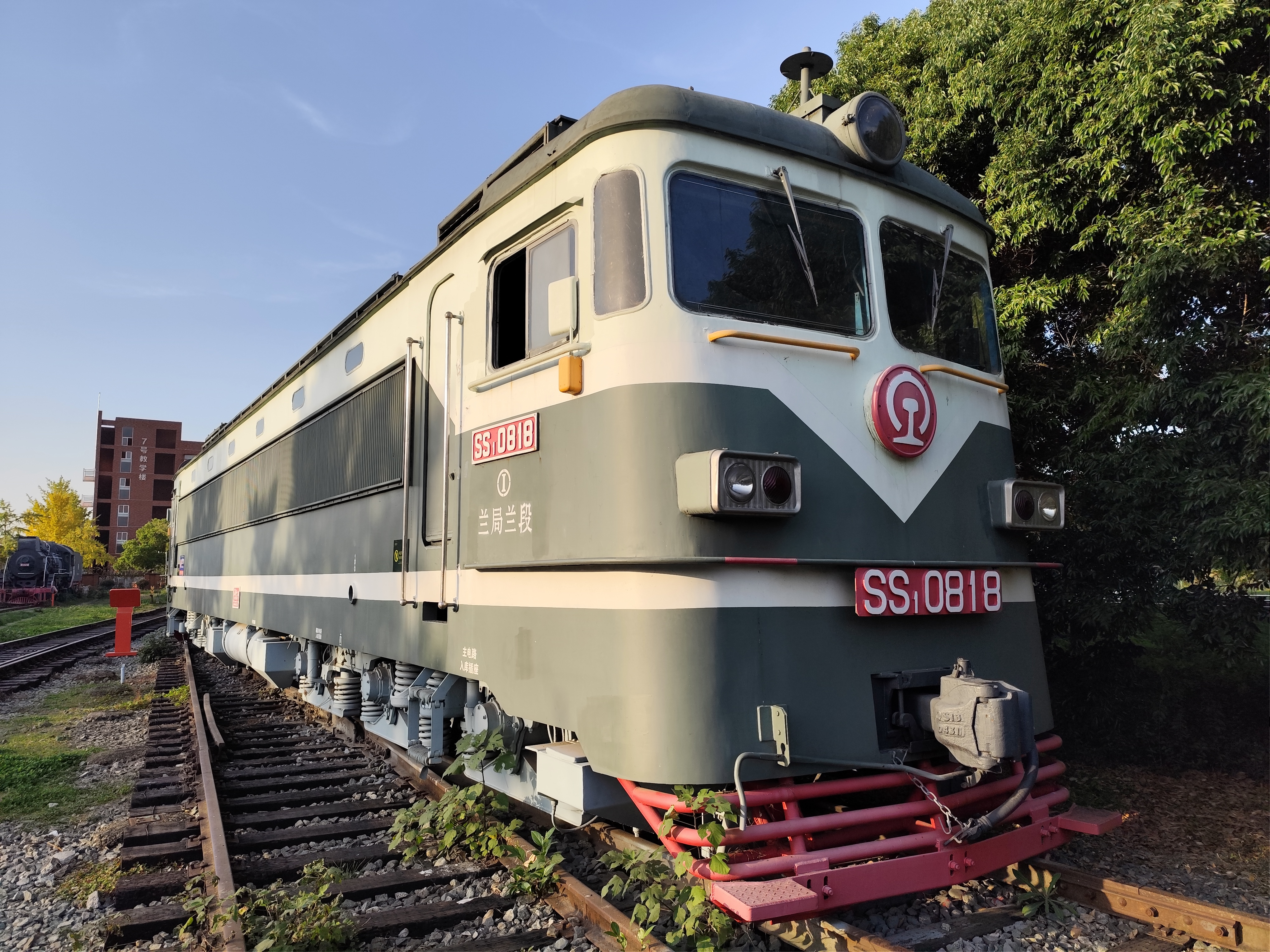
保存于西南交通大学机车博物园韶山1型818号机车

- 韶山1型008号机车，于1969年5月30日出厂。曾先后配属马角坝电力机务段、贵阳机务段。2002年8月31日该车正式退役，随后被送进中国铁道博物馆作静态展示[13]。
- 韶山1型061号机车，现存于宝鸡铁路机车厂做静态展示。
- 韶山1型156号机车，原配属郑州铁路局六里坪机务段，退役后于2006年由郑州铁路局赠予郑州世纪欢乐园作静态展览。
- 韶山1型160号机车，原配属北京铁路局丰台机务段，退役后保存在位于北京市昌平区南口镇的北京铁路电气化学校，作为教学机车使用。
- 韶山1型227号机车，原配属兰州铁路局兰州西机务段，现存放于兰州西机务段进行展示。
- 韶山1型254号机车，原配属北京铁路局唐山机务段，退役存放于北京铁路局丰台机务段储备厂内，为丰台救援队演练用机车。
- 韶山1型277号机车，保存在黑龙江交通职业技术学院，作为教学机车使用。
- 韶山1型307号机车，原配属太原铁路局太原机务段，退役存放于太原铁路局榆次机务折返段，为救援队演练用机车。
- 韶山1型309号机车，原配属太原铁路局太原机务段，2014年9月退役后，现存放在太原铁路局太原机务段北场进行展示。
- 韶山1型321号机车，原配属西安铁路局安康机务段，现保存在武汉铁路职业技术学院（藏龙岛校区），作为教学机车使用。
- 韶山1型681号机车，原配属太原铁路局太原机务段，现存放在中国铁道博物馆进行展示。
- 韶山1型695号机车，原配属沈阳铁路局苏家屯机务段，2010年退役，随后被送进沈阳铁路陈列馆作静态展示。
- 韶山1型762号机车，原配属广州铁路集团公司株洲机务段，退役存放于娄底运用车间储备厂内，作为救援队演练用机车。
- 韶山1型818号机车，原配属兰州铁路局兰州机务段，2013年退役，保存在西南交通大学机车博物园作静态展示[14]。
- 韶山1型821号机车，原配属广州铁路集团公司株洲机务段，现存放于位于韶关机务实训基地作为教学和展示用车。
- 韶山1型826号机车，原配属广州铁路集团公司韶关机务段，退役後於2019年尾送往韶關機務實訓基地作静态展示。

## 参看
- VL60型电力机车
- 6Y2型电力机车
- 韶山2型电力机车
- 株洲电力机车厂
- 宝成铁路